# Синеклювый кракс
Синеклювый кракс (лат. Crax alberti) — вид птиц семейства краксов. Эндемик Колумбии, вид на грани исчезновения.

## Описание
Синеклювый кракс — крупный (83—93 см) представитель семейства краксов. Окраска в основном чёрная. У самцов белая задняя часть живота и кончик хвоста, розоватые ноги, а также мясистая синяя восковица на клюве со свисающей серёжкой. Самки чёрные, с чёрно-белым хохолком и тонкими белыми полосками на крыльях и хвосте, красноватым животом и подхвостьем и синеватым основанием клюва (у самок редкой разновидности, встречающейся на северных склонах Сьерра-Невада-де-Санта-Марта, также белые полоски на груди и верхней части живота и более ярко выраженный белый цвет хохолка).

## Ареал и образ жизни
Синеклювый кракс в прошлом населял север Колумбии от подножия горного массива Сьерра-Невада-де-Санта-Марта западней долины реки Сину и на юг вдоль долины Рио-Магдалена до северной части департамента Толима. В последние годы, однако, сообщения о встречах с представителями этого вида исходят только из двух районов, где сохранились низинные леса: с западного склона Серрания-де-Сан-Лукас (департамент Антьокия) и из Серрания-де-лас-Кинчас (департамент Бояка). Убеждение, что популяции синеклювых краксов в Серрания-де-Сан-Лукас грозит полное исчезновение, способствовало учреждению в этом районе заповедника Эль-Паухил. В середине первого десятилетия XXI века представители вида наблюдались также в пределах экопарка Бесотес в окрестностях Сьерра-Невада-де-Санта-Марта, а в 2009 году в Серрания-де-Сан-Херонимо (Западная Кордильера). Последние встречи с представителями вида в других местах датируются 1993 годом.
Естественная среда обитания синеклювого кракса — влажные леса на высотах до 1200 метров; есть также как минимум одно сообщение о встрече с синеклювым краксом в сухом субтропическом лесу. Как и другие краксы, этот вид в основном моногамен, образуя семейные пары, хотя встречались и семьи из одного самца и двух-трёх самок. Синеклювые краксы размножаются в сухой сезон, период гнездования — с декабря по март; в заповеднике Эль-Паухил зафиксированы два периода гнездования (второй — с июля по сентябрь). В месяцы, следующие за высиживанием (март-август), наблюдались семьи, состоящие из взрослых птиц и птенцов.
Питание синеклювых краксов включает семена, побеги, беспозвоночных (включая сухопутных крабов), а также, возможно, падаль. В ходе одного из исследований был составлен список употребляемых в пищу растений, включающий 15 наименований. Птицы собирают пищу непосредственно на земле, питание на деревьях ни разу не наблюдалось.

## Охранный статус
Синеклювый кракс — вид на грани исчезновения. Несмотря на то, что синеклювые краксы, по-видимому, способны адаптироваться к постепенному сокращению ареала, угроза существованию вида остаётся серьёзной. С XVII века большие массивы леса, служившего средой обитания этого вида, были расчищены под плантации хлопка и других сельскохозяйственных культур, луга для выпаса скота, постройку шоссе и добычу полезных ископаемых, включая нефть. После начала в 1996 году золотой лихорадки склоны Серрания-де-Сан-Лукас были плотно заселены, расчищены от леса и засеяны сельскохозяйственными культурами и кокой. Вырубка лесов продолжается и в настоящее время растущими темпами как в рамках лесозаготовок, так и чтобы освободить место для плантаций кофе и нелегальных посадок марихуаны. Нелегальные плантации марихуаны при обнаружении подвергаются опылению гербицидами общего действия, что также ведёт к гибели окружающего леса.
Отдельную опасность для синеклювых краксов представляет продолжающаяся охота и сбор яиц, употребляемых в пищу. Тяжёлая экономическая ситуация в деревнях вокруг национального парка Парамильо не оставляет шансов на то, что местные жители прекратят эту деятельность.
Популяция синеклювых краксов в заповеднике Эль-Паухил оценивалась в 2009 году в 254 особи, исходя из расчёта 4,7 особи на км², а во всём районе, включающем заповедник — в 509 особей; предполагается, что плотность выросла по сравнению с предыдущим значением в 2,1 особи на км², но всё ещё заметно уступает оптимальной (1 особь на 10 акров, то есть примерно 25 особей на км²). Плотность популяции в экопарке Бесотес в 2006—2007 годах оценивалась в 1,1 особи на км². Общая численность вида не превышает, по оценке Международной Красной книги, тысячи особей, в том числе от 150 до 700 половозрелых особей.